# Memoria espacial

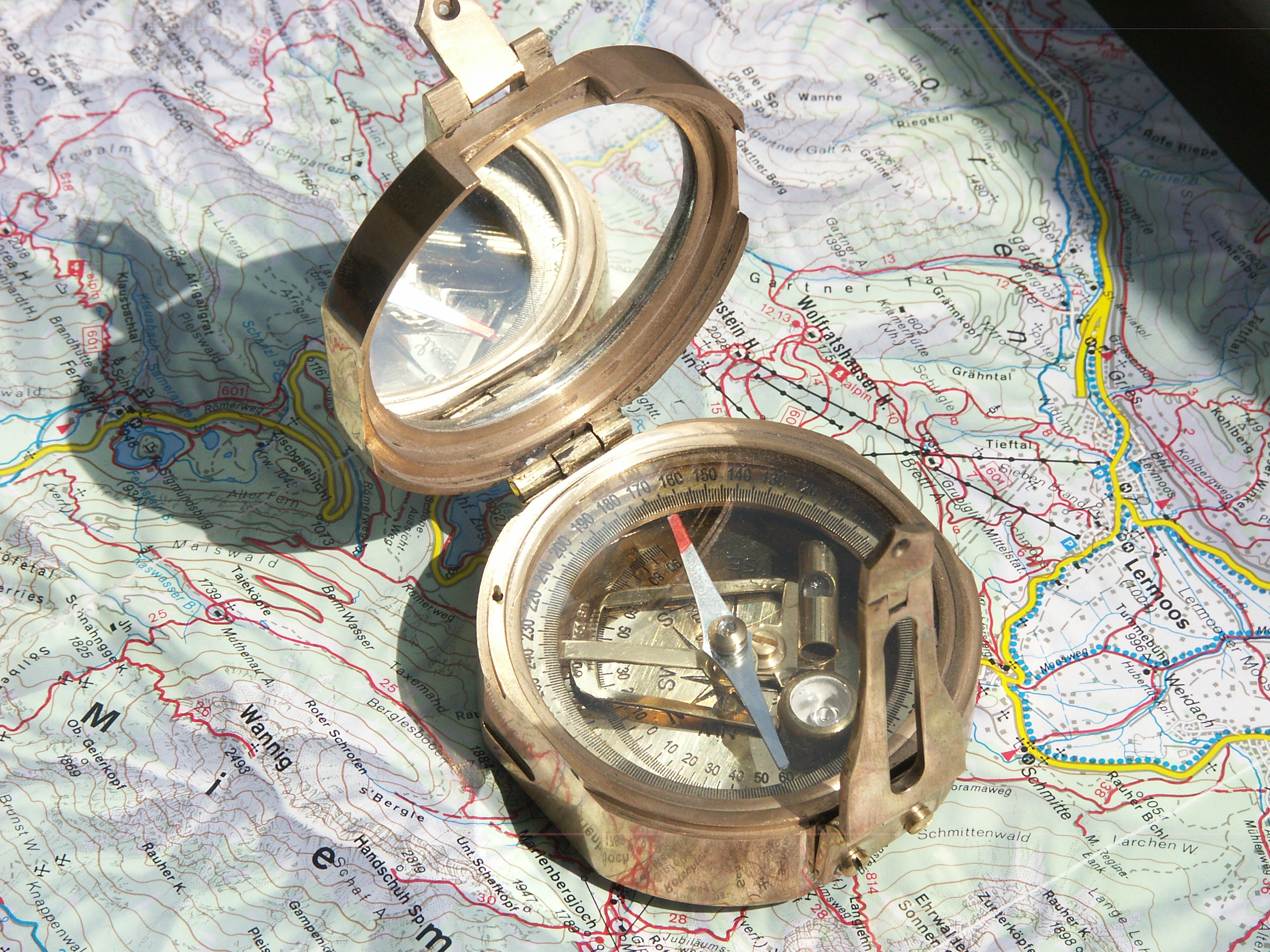
La memoria espacial es necesaria para navegar en un entorno.

En psicología cognitiva y neurociencias, la memoria espacial es una forma de memoria responsable del registro y recuperación de la información necesaria para planificar un recorrido hacia un lugar y recordar la ubicación de un objeto o la ocurrencia de un evento. La memoria espacial es necesaria para la orientación en el espacio. La memoria espacial también se puede dividir en memoria espacial egocéntrica y alocéntrica. La memoria espacial de una persona es necesaria para navegar en una ciudad conocida. La memoria espacial de una rata es necesaria para aprender la ubicación de la comida al final de un laberinto. En humanos y animales, las memorias espaciales se resumen en un mapa cognitivo.
La memoria espacial tiene representaciones dentro de la memoria de trabajo, memoria a corto plazo y memoria a largo plazo. Las investigaciones indican que hay áreas específicas del cerebro asociadas con la memoria espacial. Se utilizan muchos métodos para medir la memoria espacial en niños, adultos y animales.

## Memoria espacial a corto plazo
La memoria a corto plazo (MCP) puede describirse como un sistema que permite almacenar y gestionar temporalmente la información necesaria para completar tareas cognitivas complejas. Las tareas que emplean la memoria a corto plazo incluyen aprendizaje, razonamiento y comprensión. La memoria espacial es un proceso cognitivo que permite a una persona recordar diferentes ubicaciones, así como las relaciones espaciales entre objetos. Esto permite recordar dónde está un objeto en relación con otro objeto; por ejemplo, permite a alguien navigate en una ciudad conocida. Se dice que las memorias espaciales se forman después de que una persona ha recopilado y procesado información sensory sobre su entorno.

## Memoria de trabajo espacial
La memoria de trabajo (MT) puede describirse como un sistema de capacidad limitada que permite almacenar y procesar información temporalmente. Este almacenamiento temporal permite completar o trabajar en tareas complejas mientras se mantiene la información en la mente. Por ejemplo, la capacidad de trabajar en un problema matemático complicado utiliza la memoria de trabajo.[cita requerida]
Una teoría influyente de la MT es el Baddeley y Hitch modelo multicomponente de memoria de trabajo. La versión más reciente de este modelo sugiere que hay cuatro subcomponentes en la MT: el bucle fonológico, el cuaderno visuoespacial, el ejecutivo central y el búfer episódico. Uno de los componentes de este modelo, el cuaderno visuoespacial, probablemente es responsable del almacenamiento temporal, mantenimiento y manipulación de información visual y espacial.

El modelo de memoria de trabajo (Baddeley y Hitch, 1974, revisado en 2000)

En contraste con el modelo multicomponente, algunos investigadores creen que la MCP debe considerarse como una construcción unitaria. En este sentido, la información visual, espacial y verbal se considera organizada por niveles de representación en lugar del tipo de almacenamiento al que pertenece. Dentro de la literatura, se sugiere que se explore más la fraccionación de la MCP y la MT. Sin embargo, gran parte de la investigación sobre el constructo de la memoria visuoespacial se ha realizado de acuerdo con el paradigma propuesto por Baddeley y Hitch.

### El rol del ejecutivo central
Las investigaciones sobre la función exacta del cuaderno visuoespacial han indicado que tanto la memoria espacial a corto plazo como la memoria de trabajo dependen de los recursos ejecutivos y no son completamente completamente distintas. Por ejemplo, el rendimiento en una tarea de memoria de trabajo, pero no en una tarea de memoria a corto plazo, se vio afectado por la supresión articulatoria, lo que sugiere que el deterioro en la tarea espacial fue causado por el desempeño concurrente en una tarea que hacía un uso extensivo de los recursos ejecutivos. Los resultados también encontraron que el rendimiento se vio afectado en tareas de MCP y MT con supresión ejecutiva. Esto ilustra cómo, dentro del dominio visuoespacial, tanto la MCP como la MT requieren un uso similar del ejecutivo central.
Además, durante una tarea de visualización espacial (que está relacionada con el funcionamiento ejecutivo y no con la MCP o la MT) la supresión ejecutiva concurrente afectó el rendimiento, indicando que los efectos se debían a demandas comunes sobre el ejecutivo central y no al almacenamiento a corto plazo. Los investigadores concluyeron que el ejecutivo central emplea estrategias cognitivas que permiten a los participantes codificar y mantener representaciones mentales durante las tareas de memoria a corto plazo.
Aunque los estudios sugieren que el ejecutivo central está íntimamente involucrado en varias tareas espaciales, aún no se ha determinado la forma exacta en que están conectados.

## Memoria espacial a largo plazo
El recuerdo de la memoria espacial se basa en una estructura jerárquica. Las personas recuerdan el diseño general de un espacio particular y luego las «ubicaciones objetivo de referencia» dentro de ese conjunto espacial. Este paradigma incluye una escala ordinal de características a las que un individuo debe prestar atención para informar su mapa cognitivo. El recuerdo de detalles espaciales es un procedimiento descendente que requiere que un individuo recuerde las características superordinadas de un mapa cognitivo, seguido de las características ordinadas y subordinadas. Dos características espaciales son prominentes en la navegación de un camino: el diseño general y la orientación por puntos de referencia (Kahana et al., 2006). Las personas no solo son capaces de aprender sobre el diseño espacial de su entorno, sino que también pueden reconstruir nuevas rutas y relaciones espaciales a través de la inferencia. [cita requerida]
Un mapa cognitivo es «un modelo mental de la configuración espacial de los objetos que permite la navegación a lo largo de un camino óptimo entre pares arbitrarios de puntos».
Hermer y Spelke (1994) determinaron que cuando los niños pequeños comienzan a caminar, alrededor de los dieciocho meses, navegan por su sentido del diseño del mundo. McNamara, Hardy y Hirtle identificaron la pertenencia a una región como un componente fundamental del mapa cognitivo de cualquier persona (1989). Específicamente, la pertenencia a una región se define por cualquier tipo de límite, ya sea físico, perceptual o subjetivo (McNamara et al., 1989). Los límites son una de las cualidades más básicas y endémicas en el mundo que nos rodea. Estos límites no son más que líneas axiales, una característica hacia la cual las personas tienen un sesgo cuando se relacionan con el espacio; por ejemplo, un determinante de la línea axial es la gravedad (McNamara & Shelton, 2001; Kim & Penn, 2004). Las líneas axiales ayudan a todos a dividir nuestras percepciones en regiones. Esta idea de un mundo parcelado se ve respaldada por el hallazgo de que los elementos que se recuerdan juntos tienen más probabilidades de estar agrupados dentro de la misma región del mapa cognitivo más grande de una persona.
Los límites no son los únicos determinantes del diseño. El agrupamiento también demuestra otra propiedad importante en relación con las concepciones espaciales, que es que el recuerdo espacial es un proceso jerárquico. Cuando alguien recuerda un entorno o navega por un terreno, esa persona implícitamente recuerda primero el diseño general. Luego, debido a la «estructura correlacional rica» del concepto, se activa una serie de asociaciones. Eventualmente, la cascada resultante de activaciones despertará los detalles particulares que corresponden con la región que se está recordando. Así es como las personas codifican muchas entidades de diferentes niveles ontológicos, como la ubicación de una grapadora; en un escritorio; que está en la oficina.
Uno puede recordar solo una región a la vez (un cuello de botella). Un cuello de botella en el sistema de navegación cognitiva de una persona podría ser un problema. Por ejemplo, si hubiera una necesidad de un desvío repentino en un viaje largo por carretera. La falta de experiencia en un lugar, o simplemente su gran tamaño, puede desorientar el diseño mental de una persona, especialmente en un lugar grande y desconocido con muchos estímulos abrumadores. En estos entornos, las personas aún pueden orientarse y encontrar su camino utilizando puntos de referencia. Esta capacidad para «priorizar objetos y regiones en escenas complejas para la selección (y) el reconocimiento» fue etiquetada por Chun y Jiang en 1998. Los puntos de referencia dan a las personas una guía al activar «asociaciones aprendidas entre el contexto global y las ubicaciones objetivo». Mallot y Gillner (2000) mostraron que los sujetos aprendieron una asociación entre un punto de referencia específico y la dirección de un giro, fortaleciendo así la relación entre las asociaciones y los puntos de referencia. Shelton y McNamara (2001) resumieron de manera sucinta por qué los puntos de referencia, como marcadores, son tan útiles: «la ubicación... no puede describirse sin hacer referencia a la orientación del observador».
Las personas utilizan tanto el diseño de un espacio particular como la presencia de puntos de referencia para orientarse. Los psicólogos aún no han explicado si el diseño afecta a los puntos de referencia o si los puntos de referencia determinan los límites de un diseño. Debido a esto, el concepto sufre de una paradoja del tipo huevo o gallina. McNamara encontró que los sujetos usan «grupos de puntos de referencia como marcos de referencia intrínsecos», lo que solo confunde más el tema.
Las personas perciben objetos en su entorno en relación con otros objetos en ese mismo entorno. Los puntos de referencia y el diseño son sistemas complementarios para el recuerdo espacial, pero se desconoce cómo interactúan estos dos sistemas cuando ambos tipos de información están disponibles. Como resultado, las personas tienen que hacer ciertas suposiciones sobre la interacción entre los dos sistemas. Por ejemplo, los mapas cognitivos no son «absolutos» sino que, como cualquiera puede atestiguar, «se utilizan para proporcionar un valor predeterminado... (que) se modula según... las demandas de la tarea». Los psicólogos también piensan que los mapas cognitivos están basados en instancias, lo que explica la «coincidencia discriminativa con experiencias pasadas».
Este campo ha sido tradicionalmente obstaculizado por variables de confusión, como el costo y la posibilidad de exposición previa a un entorno experimental. Los avances tecnológicos, incluidos los de la tecnología de realidad virtual, han hecho que los hallazgos sean más accesibles. La realidad virtual ofrece a los experimentadores el lujo de un control extremo sobre su entorno de prueba. Cualquier variable puede manipularse, incluidas cosas que no serían posibles en la realidad.

## Realidad virtual
Durante un estudio de 2006, los investigadores diseñaron tres ciudades virtuales diferentes, cada una con su propio «diseño de carreteras único y un conjunto único de cinco tiendas». Sin embargo, la huella general de los diferentes mapas era exactamente del mismo tamaño, 80 unidades cuadradas. En este experimento, los participantes tuvieron que participar en dos conjuntos diferentes de pruebas.
Un estudio realizado en la Universidad de Maryland comparó el efecto de diferentes niveles de inmersión en el recuerdo de la memoria espacial. En el estudio, 40 participantes usaron tanto un escritorio tradicional como una pantalla montada en la cabeza para ver dos entornos, una ciudad medieval y un palacio ornamentado, donde memorizaron dos conjuntos de 21 rostros presentados como retratos en 3D. Después de ver estos 21 rostros durante 5 minutos, seguido de un breve período de descanso, los rostros en los entornos virtuales fueron reemplazados por números, y los participantes recordaron qué rostro estaba en cada ubicación. El estudio encontró que, en promedio, aquellos que usaron la pantalla montada en la cabeza recordaron los rostros con un 8,8% más de precisión y con mayor confianza. Los participantes indicaron que aprovechar sus sentidos vestíbulo y propioceptivo con la pantalla montada en la cabeza y mapear aspectos del entorno en relación con su cuerpo, elementos que están ausentes con el escritorio, fue clave para su éxito.

### Expertise espacial
Dentro de la literatura, hay evidencia de que los expertos en un campo particular pueden realizar tareas de memoria de acuerdo con sus habilidades a un nivel excepcional. El nivel de habilidad mostrado por los expertos puede exceder los límites de la capacidad normal de la MCP y la MT. Debido a que los expertos tienen una enorme cantidad de conocimiento preaprendido y específico de la tarea, pueden ser capaces de codificar la información de una manera más eficiente.
Un estudio interesante que investigó la memoria de los taxistas para las calles en Helsinki, Finlandia, examinó el rol del conocimiento espacial preaprendido. Este estudio comparó a los expertos con un grupo de control para determinar cómo este conocimiento preaprendido en su dominio de habilidades les permite superar las limitaciones de capacidad de la MCP y la MT. El estudio utilizó cuatro niveles de aleatoriedad espacial:
- Orden de ruta – ruta espacialmente continua[12]
- Ruta aleatoria – lista espacialmente continua presentada aleatoriamente[12]
- Orden de mapa – nombres de calles que forman una línea recta en el mapa, pero omitiendo calles intermedias[12]
- Mapa aleatorio – calles en el mapa presentadas en orden aleatorio[12]

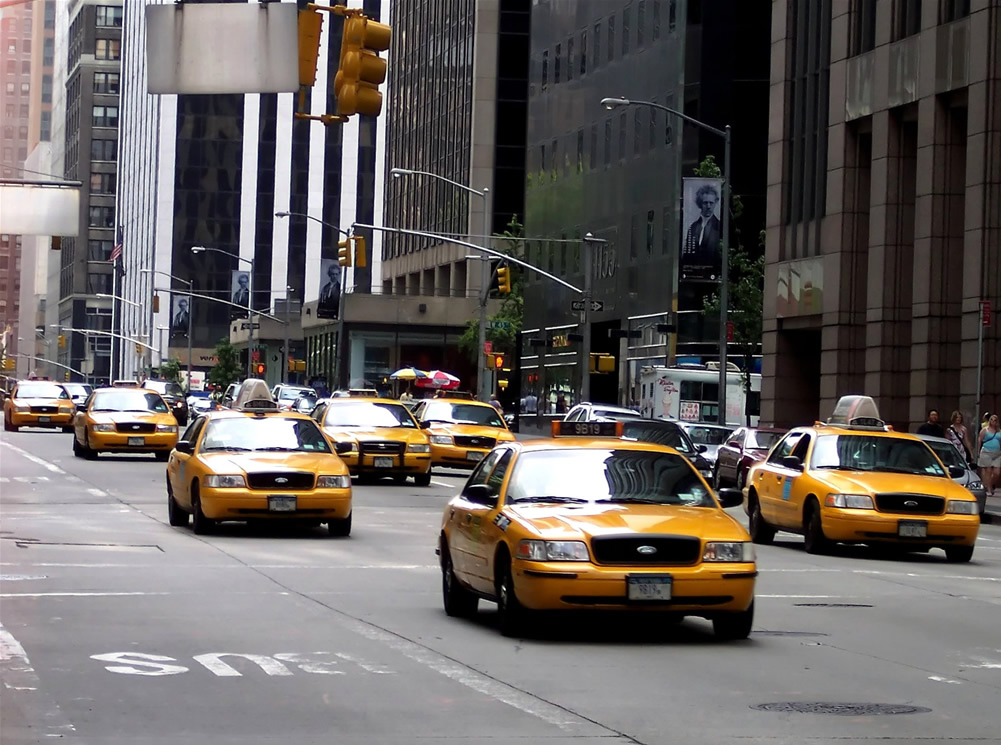
Taxis amarillos en la ciudad de Nueva York

Los resultados de este estudio indican que el recuerdo de los taxistas (expertos) de las calles fue mayor en las condiciones de orden de ruta y orden de mapa que en las dos condiciones aleatorias. Esto indica que los expertos pudieron usar su conocimiento espacial preaprendido para organizar la información de tal manera que superaron las limitaciones de capacidad de la MCP y la MT. La estrategia de organización que los conductores emplearon se conoce como agrupamiento. Además, los comentarios realizados por los expertos durante el procedimiento apuntan hacia el uso del conocimiento de ruta para completar la tarea. Para asegurarse de que efectivamente era información espacial la que estaban codificando, los investigadores también presentaron listas en orden alfabético y categorías semánticas. Sin embargo, los investigadores encontraron que, de hecho, era información espacial lo que los expertos estaban agrupando, permitiéndoles superar las limitaciones de la MCP y la MT visuoespaciales.

### Investigación en animales
Ciertas especies de paridas y corvidos (como el carbonero cabecinegro y el arrendajo matorralero) pueden usar la memoria espacial para recordar dónde, cuándo y qué tipo de comida han escondido. Estudios en ratas y ardillas también han sugerido que pueden usar la memoria espacial para localizar alimentos previamente escondidos. Los experimentos que utilizan el laberinto radial han permitido a los investigadores controlar varias variables, como el tipo de comida escondida, las ubicaciones donde se esconde la comida, el intervalo de retención, así como cualquier pista olfativa que pudiera sesgar los resultados de la investigación de memoria. Los estudios han indicado que las ratas tienen memoria sobre dónde han escondido comida y qué tipo de comida han escondido. Esto se muestra en el comportamiento de recuperación, de modo que las ratas son selectivas al ir más a menudo a los brazos del laberinto donde han escondido comida preferida que a los brazos con comida menos preferida o donde no se escondió comida.
La evidencia de la memoria espacial de algunas especies de animales, como las ratas, indica que efectivamente usan la memoria espacial para localizar y recuperar almacenes de comida escondidos.
Un estudio que utilizó seguimiento por GPS para ver a dónde van los gatos domésticos cuando sus dueños los dejan salir reportó que los gatos tienen una memoria espacial sustancial. Algunos de los gatos en el estudio demostraron una memoria espacial a largo plazo excepcional. Uno de ellos, que normalmente no viajaba más allá de 200 m (656,2 pies) a 250 m (820,2 pies) desde su hogar, inesperadamente viajó unos 1250 m (4101,0 pies) desde su hogar. Los investigadores inicialmente pensaron que se trataba de un mal funcionamiento del GPS, pero pronto descubrieron que los dueños del gato habían salido de la ciudad ese fin de semana, y que la casa a la que fue el gato era la antigua casa de los dueños. Los dueños y el gato no habían vivido en esa casa durante más de un año.

## Distinción visuoespacial
Logie (1995) propuso que el cuaderno visuoespacial se divide en dos subcomponentes, uno visual y otro espacial. Estos son el caché visual y el escriba interno, respectivamente. El caché visual es un almacén visual temporal que incluye dimensiones como el color y la forma. Por el contrario, el escriba interno es un mecanismo de ensayo para la información visual y es responsable de la información sobre secuencias de movimiento. Aunque se ha señalado una falta general de consenso sobre esta distinción en la literatura.
La memoria visual es responsable de retener formas y colores visuales (es decir, qué), mientras que la memoria espacial es responsable de la información sobre ubicaciones y movimientos (es decir, dónde). Esta distinción no siempre es clara, ya que parte de la memoria visual implica información espacial y viceversa. Por ejemplo, la memoria para las formas de los objetos suele implicar mantener información sobre la disposición espacial de las características que definen el objeto en cuestión.
En la práctica, los dos sistemas trabajan juntos en cierta medida, pero se han desarrollado diferentes tareas para destacar las habilidades únicas involucradas en la memoria visual o espacial. Por ejemplo, la prueba de patrones visuales (VPT) mide el alcance visual, mientras que la tarea de bloques de Corsi mide el alcance espacial. Los estudios correlacionales de las dos medidas sugieren una separación entre las habilidades visuales y espaciales, debido a la falta de correlación encontrada entre ellas en pacientes sanos y con daño cerebral.
El soporte para la división de los componentes de la memoria visual y espacial se encuentra a través de experimentos que utilizan el paradigma de tarea dual. Varios estudios han mostrado que la retención de formas o colores visuales (es decir, información visual) se ve interrumpida por la presentación de imágenes irrelevantes o ruido visual dinámico. Por el contrario, la retención de la ubicación (es decir, información espacial) se ve interrumpida solo por tareas de seguimiento espacial, tareas de toque espacial y movimientos oculares. Por ejemplo, los participantes completaron tanto la VPT como la tarea de bloques de Corsi en un experimento de interferencia selectiva. Durante el intervalo de retención de la VPT, el sujeto veía imágenes irrelevantes (por ejemplo, pinturas de vanguardia). La tarea de interferencia espacial requería que los participantes siguieran, tocando los estímulos, un arreglo de pequeños clavos de madera que estaban ocultos detrás de una pantalla. Tanto el alcance visual como el espacial se acortaron por sus respectivas tareas de interferencia, confirmando que la tarea de bloques de Corsi se relaciona principalmente con la memoria de trabajo espacial.

## Medición
Hay una variedad de tareas que los psicólogos utilizan para medir la memoria espacial en adultos, niños y modelos animales. Estas tareas permiten a los profesionales identificar irregularidades cognitivas en adultos y niños y permiten a los investigadores administrar diferentes tipos de medicamentos y/o lesiones en los participantes y medir los efectos consecuentes en la memoria espacial.

### La tarea de toque de bloques de Corsi
La prueba de toque de bloques de Corsi, también conocida como prueba de alcance de Corsi, es una prueba psicológica comúnmente utilizada para determinar el alcance de la memoria visuoespacial y las habilidades de aprendizaje visuoespacial implícito de un individuo. Los participantes se sientan con nueve bloques de madera de 3x3 cm fijados frente a ellos en una base de 25 x 30 cm en un orden aleatorio estándar. El experimentador toca los bloques en una secuencia que los participantes deben replicar. Los bloques están numerados en el lado del experimentador para permitir una demostración eficiente del patrón. La longitud de la secuencia aumenta en cada prueba hasta que el participante ya no puede replicar el patrón correctamente. La prueba se puede usar para medir tanto la memoria espacial a corto plazo como a largo plazo, dependiendo de la longitud del tiempo entre la prueba y el recuerdo.

### Alcance de patrones visuales
El alcance de patrones visuales es similar a la prueba de toque de bloques de Corsi, pero se considera una prueba más pura del recuerdo visual a corto plazo. Los participantes reciben una serie de patrones matriciales que tienen la mitad de sus celdas coloreadas y la otra mitad en blanco. Los patrones matriciales están dispuestos de manera que es difícil codificarlos verbalmente, obligando al participante a confiar en la memoria espacial visual. Comenzando con una matriz pequeña de 2 x 2, los participantes copian el patrón matricial desde la memoria en una matriz vacía. Los patrones matriciales aumentan en tamaño y complejidad a una tasa de dos celdas hasta que la capacidad del participante para replicarlos se descompone. 

### Tarea de alcance de camino
Esta tarea está diseñada para medir las habilidades de memoria espacial en niños. El experimentador pide al participante que visualice una matriz en blanco con un pequeño hombre. A través de una serie de instrucciones direccionales como adelante, atrás, izquierda o derecha, el experimentador guía al pequeño hombre del participante en un camino a través de la matriz. Al final, se le pide al participante que indique en una matriz real dónde terminó el pequeño hombre que visualizó. 

### Laberintos dinámicos
Los laberintos dinámicos están destinados a medir la habilidad espacial en niños. Con esta prueba, un experimentador presenta al participante un dibujo de un laberinto con una imagen de un hombre en el centro. Mientras el participante observa, el experimentador usa su dedo para trazar un camino desde la apertura del laberinto hasta el dibujo del hombre. S

### Laberinto de brazos radiales

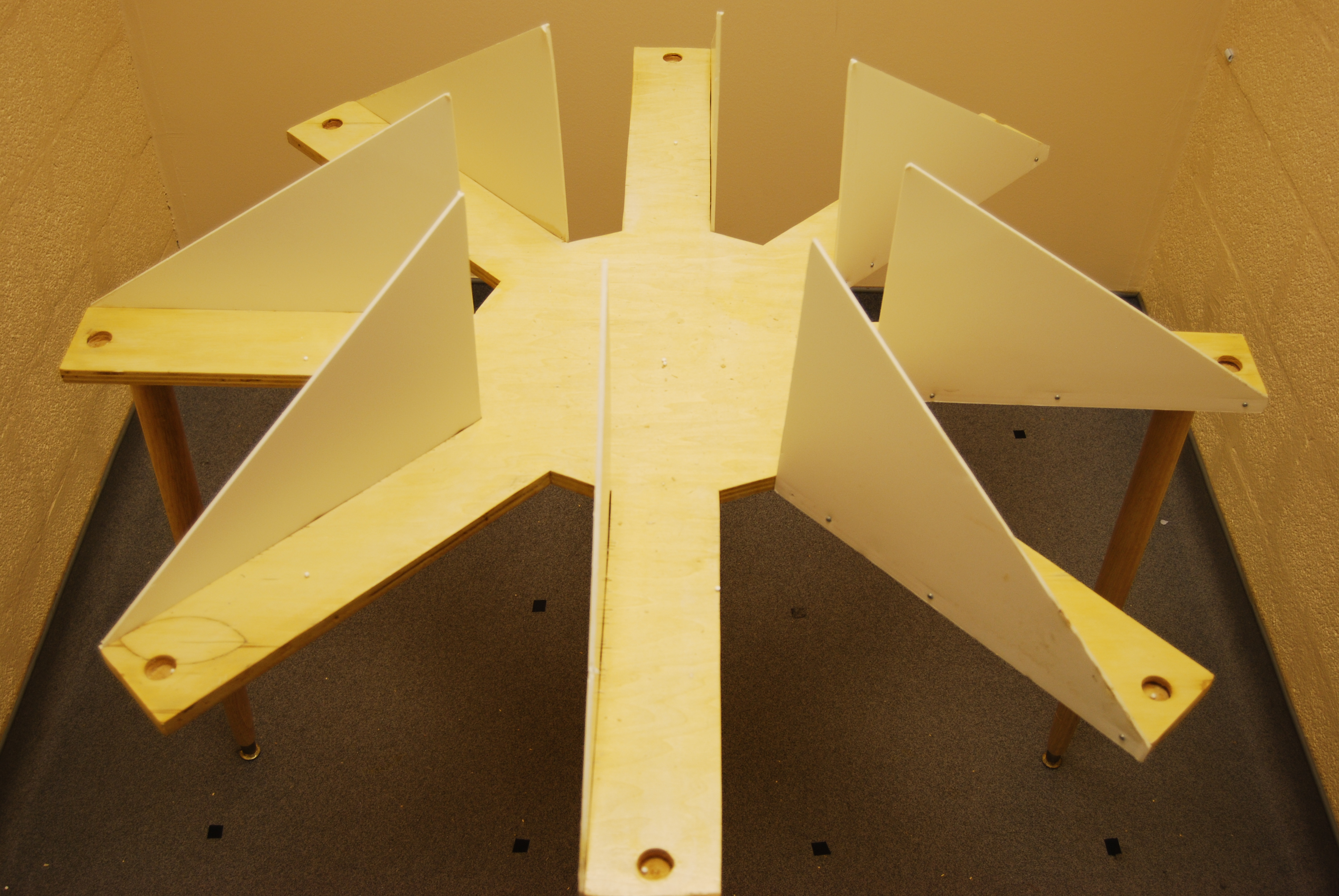
Laberinto radial simple

Pionero por primera vez por Olton y Samuelson en 1976, el laberinto de brazos radiales está diseñado para probar las capacidades de memoria espacial de las ratas. Los laberintos están típicamente diseñados con una plataforma central y un número variable de brazos que se ramifican con comida colocada en los extremos. 

### Tarea de navegación en el agua de Morris
La tarea de navegación en el agua de Morris es una prueba clásica para estudiar el aprendizaje y la memoria espacial en ratas y fue desarrollada por primera vez en 1981 por Richard G. Morris, de quien la prueba lleva su nombre. El sujeto se coloca en un tanque redondo de agua translúcida con paredes que son demasiado altas para que pueda salir y agua que es demasiado profunda para que pueda estar de pie. Las paredes del tanque están decoradas con pistas visuales para servir como puntos de referencia.
Típicamente, las ratas nadan alrededor del borde de la piscina primero antes de aventurarse al centro en un patrón serpenteante antes de tropezar con la plataforma oculta. Sin embargo, a medida que aumenta la experiencia en la piscina, el tiempo necesario para localizar la plataforma disminuye, con ratas veteranas nadando directamente hacia la plataforma casi inmediatamente después de ser colocadas en el agua. Debido a la naturaleza de la tarea que implica que las ratas naden, la mayoría de los investigadores creen que se requiere habituación para disminuir los niveles de estrés del animal. El estrés del animal puede afectar los resultados de las pruebas cognitivas.

## Fisiología

### Hipocampo

Hipocampo mostrado en rojo

El hipocampo proporciona a los animales un mapa espacial de su entorno. Almacena información sobre el espacio no egocéntrico (egocéntrico significa en referencia a la posición del cuerpo en el espacio) y, por lo tanto, apoya la independencia de la perspectiva en la memoria espacial. Esto significa que permite la manipulación de la perspectiva desde la memoria. Es importante para la memoria espacial a largo plazo del espacio alocéntrico (referencia a pistas externas en el espacio). El mantenimiento y la recuperación de recuerdos son, por lo tanto, relacionales o dependientes del contexto. El hipocampo utiliza la memoria de referencia y de trabajo y tiene el importante papel de procesar información sobre ubicaciones espaciales.
El bloqueo de la plasticidad en esta región resulta en problemas en la navegación dirigida a objetivos y afecta la capacidad de recordar ubicaciones precisas. Los pacientes amnésicos con daño al hipocampo no pueden aprender ni recordar diseños espaciales, y los pacientes que han sufrido una extracción del hipocampo tienen un deterioro severo en la navegación espacial.
Los monos con lesiones en esta área no pueden aprender asociaciones objeto-lugar y las ratas también muestran déficits espaciales al no reaccionar al cambio espacial. Además, se ha demostrado que las ratas con lesiones hipocampales tienen amnesia retrógrada no graduada temporalmente (independiente del tiempo) que es resistente al reconocimiento de una tarea de plataforma aprendida solo cuando todo el hipocampo está lesionado, pero no cuando está parcialmente lesionado. También se encuentran déficits en la memoria espacial en tareas de discriminación espacial.

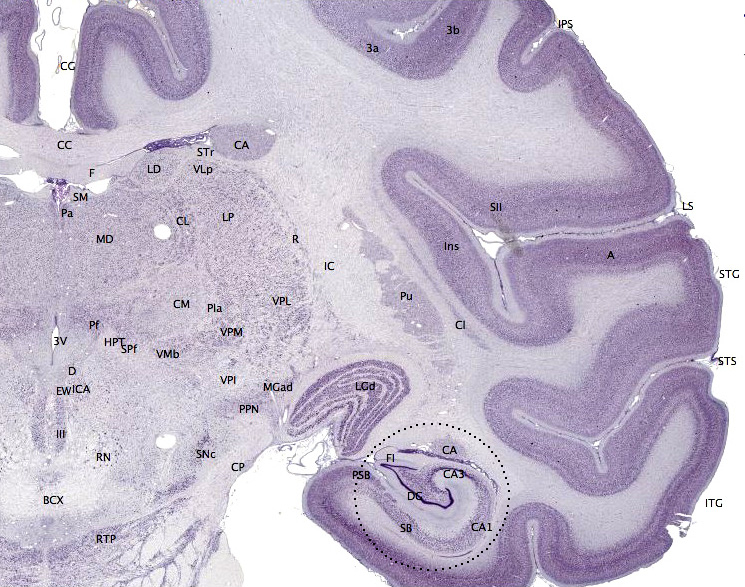
Rebanada de cerebro mostrando las áreas CA1 y CA3 en el hipocampo

Se encuentran grandes diferencias en el deterioro espacial entre el dorsal y el ventral del hipocampo. Las lesiones al hipocampo ventral no tienen efecto en la memoria espacial, mientras que el hipocampo dorsal es necesario para la recuperación, el procesamiento de la memoria a corto plazo y la transferencia de la memoria del corto plazo a períodos de retraso más largos. La infusión de anfetamina en el hipocampo dorsal también ha demostrado mejorar la memoria para ubicaciones espaciales aprendidas previamente.
Se observan diferencias hemisféricas dentro del hipocampo. Un estudio con taxistas de Londres, pidió a los conductores que recordaran rutas complejas alrededor de la ciudad, así como puntos de referencia famosos de los cuales los conductores no tenían conocimiento de su ubicación espacial. Esto resultó en una activación del hipocampo derecho únicamente durante el recuerdo de las rutas complejas, lo que indica que el hipocampo derecho se utiliza para la navegación en entornos espaciales a gran escala.
El hipocampo contiene dos circuitos de memoria separados. Uno se utiliza para la memoria de reconocimiento de lugar basada en la recuperación e incluye el sistema entorrinal-CA1, mientras que el otro sistema, que consta del circuito trisnáptico del hipocampo (entorrinal-dentado-CA3-CA1) se utiliza para la memoria de recuerdo de lugar y la facilitación de la plasticidad en la sinapsis entorrinal-dentada en ratones es suficiente para mejorar el recuerdo de lugar.
Las células de lugar también se encuentran en el hipocampo.

### Corteza parietal posterior

Lóbulo parietal mostrado en rojo

La corteza parietal codifica información espacial utilizando un marco de referencia egocéntrico. Por lo tanto, está involucrada en la transformación de las coordenadas de la información sensorial en coordenadas de acción o efectoras al actualizar la representación espacial del cuerpo dentro del entorno. Como resultado, las lesiones en la corteza parietal producen déficits en la adquisición y retención de tareas egocéntricas, mientras que se observa un deterioro menor en las tareas alocéntricas.
Las ratas con lesiones en la región anterior de la corteza parietal posterior reexploran objetos desplazados, mientras que las ratas con lesiones en la región posterior de la corteza parietal posterior no mostraron reacción al cambio espacial.
Las lesiones en la corteza parietal también son conocidas por producir amnesia retrógrada no graduada temporalmente.

### Corteza entorrinal

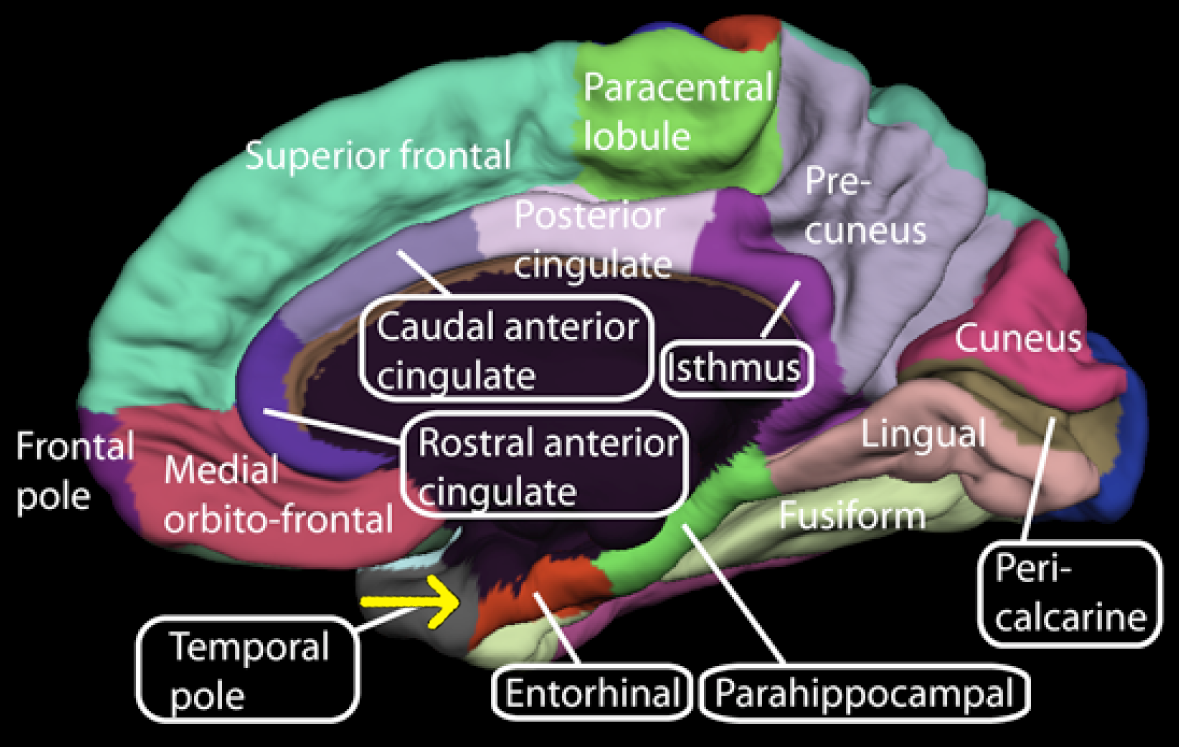
Vista medial del hemisferio cerebral derecho mostrando la corteza entorrinal en rojo en la base del lóbulo temporal

La corteza entorrinal dorsocaudal medial (dMEC) contiene un mapa topográficamente organizado del entorno espacial compuesto por células de rejilla. Esta región cerebral transforma así la entrada sensorial del entorno y la almacena como una representación alocéntrica duradera en el cerebro para ser utilizada en la integración de caminos.
La corteza entorrinal contribuye al procesamiento e integración de propiedades geométricas e información en el entorno. Lesiones en esta región afectan el uso de puntos de referencia distales pero no proximales durante la navegación y producen un déficit dependiente del retraso en la memoria espacial que es proporcional a la duración del retraso. Las lesiones en esta región también son conocidas por crear déficits de retención para tareas aprendidas hasta 4 semanas pero no 6 semanas antes de las lesiones.
Consolidación de la memoria en la corteza entorrinal se logra a través de la actividad de la cinasa regulada por señal extracelular.

### Corteza prefrontal

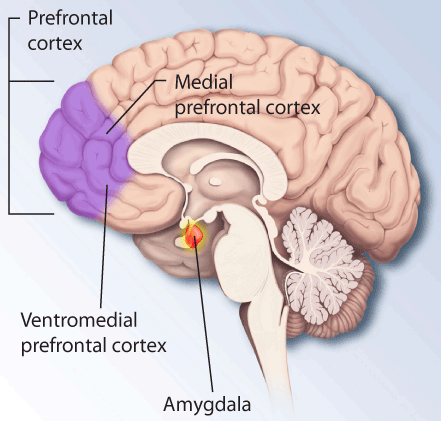
Vista medial del hemisferio cerebral mostrando la ubicación de la corteza prefrontal y más específicamente la medial y ventromedial prefrontal en morado

La corteza prefrontal medial procesa información espacial egocéntrica. Participa en el procesamiento de la memoria espacial a corto plazo utilizada para guiar el comportamiento de búsqueda planificada y se cree que une la información espacial con su significancia motivacional. La identificación de neuronas que anticipan recompensas esperadas en una tarea espacial apoya esta hipótesis. La corteza prefrontal medial también está implicada en la organización temporal de la información.
Se encuentra especialización hemisférica en esta región cerebral. La corteza prefrontal izquierda procesa preferentemente la memoria espacial categórica, incluyendo la memoria de fuente (referencia a relaciones espaciales entre un lugar o evento), mientras que la corteza prefrontal derecha procesa preferentemente la memoria espacial coordinada, incluyendo la memoria de item (referencia a relaciones espaciales entre características de un item).
Lesiones en la corteza prefrontal medial afectan el rendimiento de las ratas en un laberinto de brazos radiales previamente entrenado, pero las ratas pueden mejorar gradualmente al nivel de los controles en función de la experiencia. Lesiones en esta área también causan déficits en tareas de no coincidencia retardada a posiciones y deterioros en la adquisición de tareas de memoria espacial durante ensayos de entrenamiento.

### Corteza retrosplenial
La corteza retrosplenial está involucradaen el procesamiento de memoria alocéntrica y propiedades geométricas en el entorno. La inactivación de esta región explica la navegación deteriorada en la oscuridad y puede estar involucrada en el proceso de integración de caminos.

Lesiones en la corteza retrosplenial afectan consistentemente las pruebas de memoria alocéntrica, mientras que preservan la memoria egocéntrica. Los animales con lesiones en la corteza retrosplenial caudal muestran un rendimiento deteriorado en un laberinto de brazos radiales solo cuando el laberinto se rota para eliminar su dependencia de pistas intramaze. 

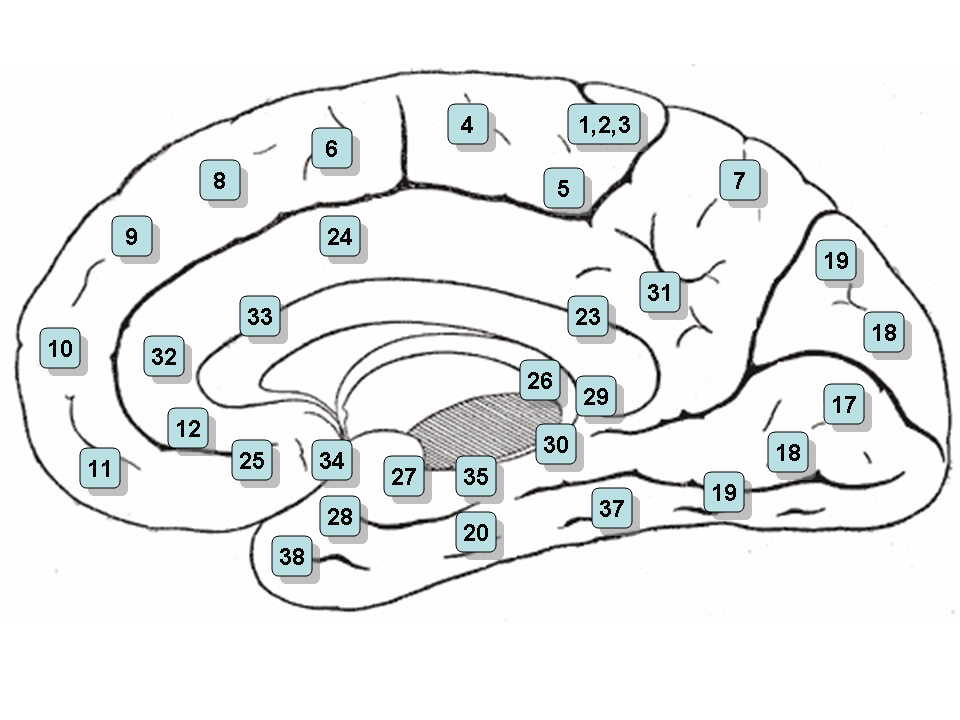
Vista medial del hemisferio cerebral. La corteza retrosplenial abarca las áreas de Brodmann 26, 29 y 30. La corteza perirrinal contiene las áreas de Brodmann 35 y 36 (no mostradas)

En humanos, el daño a la corteza retrosplenial resulta en desorientación topográfica. La mayoría de los casos involucran daño a la corteza retrosplenial derecha e incluyen el área de Brodmann 30. Los pacientes suelen tener deterioro en el aprendizaje de nuevas rutas y en la navegación a través de entornos familiares. Sin embargo, la mayoría de los pacientes suelen recuperarse dentro de 8 semanas.
La corteza retrosplenial procesa preferentemente información espacial en el hemisferio derecho.

### Corteza perirrinal
La corteza perirrinal está asociada tanto con la memoria espacial de referencia como con la memoria de trabajo espacial.
Lesiones en la corteza perirrinal explican déficits en la memoria de referencia y de trabajo, y aumentan la tasa de olvido de información durante ensayos de entrenamiento del laberinto de agua de Morris. Esto explica el deterioro en la adquisición inicial de la tarea. Las lesiones también causan deterioro en una tarea de ubicación de objetos y reducen la habituación a un entorno nuevo.

## Neuroplasticidad
Las memorias espaciales se forman después de que un animal recopila y procesa información sensorial sobre su entorno (especialmente visión y propiocepción). En general, los mamíferos requieren un hipocampo funcional (particularmente el área CA1) para formar y procesar memorias sobre el espacio. Hay evidencia de que la memoria espacial humana está fuertemente ligada al hemisferio derecho del cerebro.
El aprendizaje espacial requiere tanto NMDA como AMPA receptores, la consolidación requiere NMDA receptores, y la recuperación de memorias espaciales requiere AMPA receptores. En roedores, se ha demostrado que la memoria espacial covaría con el tamaño de una parte de la proyección de fibras musgosas hipocampales.
La función de los receptores NMDA varía según la subregión del hipocampo. Los receptores NMDA son requeridos en el CA3 del hipocampo cuando la información espacial necesita reorganizarse, mientras que los receptores NMDA en el CA1 son requeridos en la adquisición y recuperación de memoria después de un retraso, así como en la formación de campos de lugar en CA1. El bloqueo de los receptores NMDA previene la inducción de potenciación a largo plazo y deteriora el aprendizaje espacial.
El CA3 del hipocampo juega un rol especialmente importante en la codificación y recuperación de memorias espaciales. El CA3 está inervado por dos vías aferentes conocidas como la vía perforante (PPCA3) y las fibras musgosas (MFs) mediadas por el giro dentado. La primera vía se considera la vía de índice de recuperación, mientras que la segunda se preocupa por la codificación.

## Trastornos/déficits

### Desorientación topográfica
La desorientación topográfica (DT) es un trastorno cognitivo que resulta en que el individuo no pueda orientarse en el entorno real o virtual. Los pacientes también luchan con tareas dependientes de información espacial. Estos problemas posiblemente podrían ser el resultado de una disrupción en la capacidad para acceder al mapa cognitivo, una representación mental del entorno circundante o la incapacidad para juzgar la ubicación de los objetos en relación con uno mismo.
Se realizó un estudio para ver si la desorientación topográfica tenía un efecto en individuos que tenían deterioro cognitivo leve (DCL). El estudio se realizó reclutando cuarenta y un pacientes diagnosticados con DCL y 24 individuos de control sanos. Los estándares que se establecieron para este experimento fueron: [cita requerida]
1. Queja cognitiva subjetiva por el paciente o su cuidador.
2. Función cognitiva general normal por encima del percentil 16 en la versión coreana del Mini-Mental State Examination (K-MMSE).
3. Actividades normales de la vida diaria (AVD) evaluadas tanto clínicamente como en una escala estandarizada (como se describe a continuación).
4. Declive cognitivo objetivo por debajo del percentil 16 en pruebas neuropsicológicas.
5. Exclusión de demencia.

La DT se evaluó clínicamente en todos los participantes. Las evaluaciones neurológicas y neuropsicológicas se determinaron mediante un escáner de imágenes magnéticas que se realizó en cada participante. Se utilizó morfometría basada en vóxel para comparar patrones de atrofia de materia gris entre pacientes con y sin DT, y un grupo de controles normales. El resultado del experimento fue que encontraron DT en 17 de los 41 pacientes con DCL (41,4%). Las habilidades funcionales se vieron significativamente deterioradas en pacientes con DCL con DT en comparación con pacientes con DCL sin DT y que la presencia de DT en pacientes con DCL está asociada con pérdida de materia gris en las regiones temporales mediales, incluyendo el hipocampo.

### Daño hipocampal y esquizofrenia
La investigación con ratas indica que la memoria espacial puede verse afectada negativamente por daño neonatal al hipocampo de una manera que se asemeja estrechamente a la esquizofrenia. Se cree que la esquizofrenia surge de problemas neurodesarrollamentales poco después del nacimiento.
Las ratas se utilizan comúnmente como modelos de pacientes con esquizofrenia. Los experimentadores crean lesiones en el área hipocampal ventral poco después del nacimiento, un procedimiento conocido como lesión hipocampal ventral neonatal (LHVN). Las ratas adultas con LHVN muestran indicadores típicos de esquizofrenia, como hipersensibilidad a psicoestimulantes, interacciones sociales reducidas y deterioro en la inhibición prepulso, memoria de trabajo y cambio de conjunto. Similar a la esquizofrenia, las ratas deterioradas no utilizan el contexto ambiental en tareas de aprendizaje espacial, como mostrar dificultad para completar el laberinto de brazos radiales y el laberinto de agua de Morris.

### NEIL1
La endonucleasa VIII-like 1 (NEIL1) es una enzima de reparación del ADN que se expresa ampliamente en todo el cerebro.  NEIL1 es una DNA glicosilasa que inicia el primer paso en la reparación por escisión de bases al escindir bases dañadas por especies reactivas de oxígeno y luego introducir un corte en la cadena de ADN mediante una reacción de liasa asociada.  Esta enzima reconoce y elimina bases de ADN oxidadas, incluyendo formamidopirimidina, glicol de timina, 5-hidroxiuracilo y 5-hidroxicitosina.  NEIL1 promueve la retención de memoria espacial a corto plazo.  Los ratones que carecen de NEIL1 tienen una retención de memoria espacial a corto plazo deteriorada en una prueba de laberinto de agua.

## Uso de GPS y cognición espacial

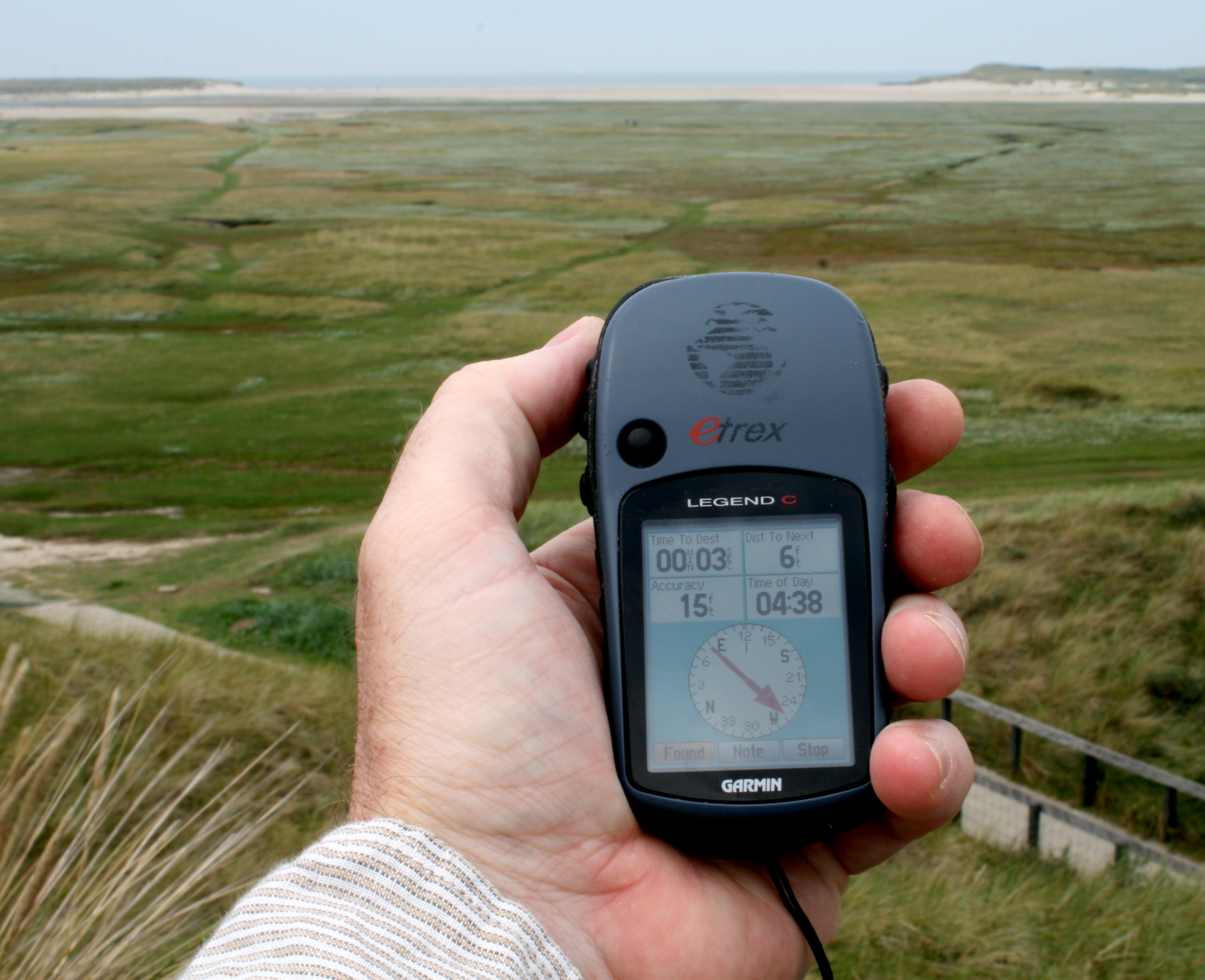
Ejemplo de un GPS de mano

La tecnología del Sistema de Posicionamiento Global (GPS) ha revolucionado la forma en que las personas navegan y exploran el entorno. El GPS se ha convertido en una herramienta esencial en la vida diaria, proporcionando información en tiempo real sobre la ubicación y las direcciones necesarias para llegar a un destino. Sin embargo, algunos investigadores han expresado preocupaciones sobre el impacto del uso de GPS en el aprendizaje y la memoria espacial.
El aprendizaje espacial se refiere a la capacidad para percibir, recordar y usar información espacial adquirida en el entorno. La memoria, por otro lado, implica la capacidad para almacenar y recuperar información sobre el mundo que nos rodea. Tanto el aprendizaje espacial como la memoria son cruciales para navegar y explorar el entorno de manera efectiva.
Se ha demostrado que el uso de GPS tiene efectos tanto positivos como negativos en el aprendizaje y la memoria espacial. La investigación ha mostrado que las personas que dependen del GPS para la navegación son menos propensas a desarrollar y usar mapas mentales y tienen más dificultad para recordar detalles sobre el entorno, ya que el uso del GPS puede llevar a un declive en esas habilidades con el tiempo. Además, los usuarios de GPS tienden a depender más de la tecnología que de sus propias habilidades cognitivas, lo que lleva a una pérdida de confianza en sus habilidades de navegación.
Sin embargo, esta pérdida de confianza en las propias habilidades se contrarresta por el conocimiento de que perderse ya no es un problema, gracias a las características de GPS en los teléfonos, lo que a su vez restaura la confianza en la capacidad de búsqueda de caminos. Algunos resultados beneficiosos atribuidos a la asistencia de GPS son una navegación más eficiente y precisa, junto con una reducción significativa en la carga cognitiva requerida para la navegación. Cuando las personas usan dispositivos GPS, no tienen que preocuparse por recordar la ruta, prestar atención a puntos de referencia, o verificar constantemente mapas. Esto puede liberar recursos cognitivos para otras tareas como el procesamiento de información y el aprendizaje, lo que lleva a un mejor rendimiento en tales tareas y niveles más altos de concentración y enfoque.
Para compensar los problemas que surgen del uso de GPS, ha habido una investigación sustancial que propone formas alternativas de navegación GPS o adiciones a las formas existentes que han demostrado mejorar el aprendizaje espacial. Un estudio de 2021 implementó un sistema de audio espacial 3D similar a una brújula auditiva, donde los usuarios son dirigidos hacia su destino sin direcciones explícitas. En lugar de ser guiados pasivamente a través de direcciones verbales, los usuarios se animan a tomar un rol activo en su propia navegación espacial. Esto llevó a mapas cognitivos más precisos del espacio, una mejora que se demostró cuando los participantes del estudio dibujaron mapas precisos después de realizar una tarea de caza del tesoro. Otro estudio sugirió resaltar características locales como puntos de referencia, a lo largo de la ruta y en puntos de decisión; o resaltar características estructurales que proporcionan orientación global (no los detalles concernientes a la ruta tomada por los participantes del estudio, sino puntos de referencia del área más grande que la rodea). El estudio mostró que acentuar características locales en mapas de búsqueda de caminos (GPS) soporta la adquisición de conocimiento de ruta, lo que se midió con una tarea de apuntar y una tarea de recuerdo de características globales.
Otro artículo de investigación afirma que un GPS puede usarse para pacientes que sufren de demencia.
En un estudio realizado en 2014, se administraron a conductores con enfermedad de Alzheimer (EA) leve a muy leve 3 pruebas de conducción con diferentes configuraciones de GPS (normal, solo visual y solo audio). Se requirió que los participantes realizaran una variedad de tareas de conducción en un simulador de conducción siguiendo las instrucciones del GPS. Este estudio ha encontrado que usar instrucciones auditivas simples y únicas con la ausencia de la salida visual del GPS podría ayudar potencialmente a las personas con EA leve a mejorar su capacidad de conducción y llegar a su destino, confirmando así que el uso de GPS reduce las cargas cognitivas.
Dado que el uso de GPS ayudaría a los pacientes con la búsqueda de caminos, les permitiría mantenerse seguros en público, recuperar su sentido de autosuficiencia y desalentar el vagabundeo. En general, la evidencia es más fuerte respecto al uso de tecnologías GPS para evitar daños y promover el bienestar.
El impacto del uso de GPS en el aprendizaje y la memoria espacial no se entiende completamente aún, y se necesita más investigación para explorar los efectos a largo plazo del uso de GPS en estos procesos cognitivos.

## Dificultades de aprendizaje
El trastorno de aprendizaje no verbal (TANV) se caracteriza por habilidades verbales normales pero habilidades visuoespaciales deterioradas. Las áreas problemáticas para niños con trastorno de aprendizaje no verbal incluyen aritmética, geometría y ciencia. Los deterioros en la memoria espacial están ligados al trastorno de aprendizaje no verbal y otras dificultades de aprendizaje.
Los problemas verbales aritméticos involucran texto escrito que contiene un conjunto de datos seguido de una o más preguntas y requieren el uso de las cuatro operaciones aritméticas básicas (suma, resta, multiplicación o división). Los investigadores sugieren que la finalización exitosa de problemas verbales aritméticos involucra la memoria de trabajo espacial (involucrada en la construcción de representaciones esquemáticas) que facilita la creación de relaciones espaciales entre objetos. Crear relaciones espaciales entre objetos es una parte importante de resolver problemas verbales porque se requieren operaciones y transformaciones mentales.
Los investigadores investigaron el rol de la memoria espacial y visual en la capacidad para completar problemas verbales aritméticos. Los niños en el estudio completaron la tarea de bloques de Corsi (series adelante y atrás) y una tarea de matriz espacial, así como una tarea de memoria visual llamada la prueba de reconocimiento de casas. Los resolvedores de problemas pobres estuvieron deteriorados en las tareas de bloques de Corsi y la tarea de matriz espacial, pero rindieron normalmente en la prueba de reconocimiento de casas en comparación con niños que lograban normalmente. El experimento demostró que la resolución pobre de problemas está relacionada específicamente con el procesamiento deficiente de información espacial.

## Sueño
Se ha encontrado que el sueño beneficia la memoria espacial, al mejorar la consolidación de la memoria dependiente del hipocampo, elevando diferentes vías que son responsables de la fuerza sináptica, controlan la transcripción génica relacionada con la plasticidad y la traducción de proteínas (Dominique Piber, 2021). Las áreas hipocampales activadas en el aprendizaje de rutas se reactivan durante el sueño posterior (sueño NREM en particular). Un estudio demostró que la extensión real de reactivación durante el sueño correlacionaba con la mejora en la recuperación de ruta y, por lo tanto, el rendimiento de memoria al día siguiente. El estudio estableció la idea de que el sueño mejora el proceso de consolidación a nivel de sistemas que consecuentemente mejora/mejora el rendimiento comportamental. Un período de vigilia no tiene efecto en la estabilización de trazas de memoria, en comparación con un período de sueño. El sueño después de la primera primera noche post-entrenamiento, es decir, en la segunda noche, no beneficia más la consolidación de memoria espacial. Por lo tanto, dormir en la primera noche post-entrenamiento, por ejemplo, después de aprender una ruta, es lo más importante.
Además, se ha ilustrado que el sueño nocturno temprano y tardío tienen diferentes efectos en la memoria espacial. El N3 del sueño NREM, también referido como sueño de ondas lentas (SOL), se supone que tiene un rol saliente para la creación dependiente del sueño de memoria espacial en humanos. Particularmente en el estudio realizado por Plihal y Born (1999), el rendimiento en tareas de rotación mental fue mayor entre participantes que tenían intervalos de sueño temprano (23.00–02.00 am) después de aprender la tarea en comparación con los que tenían intervalos de sueño tardío (03.00–06.00 am). Estos resultados sugieren que el sueño temprano, que es rico en SOL, tiene ciertos beneficios para la formación de memoria espacial. Cuando los investigadores examinaron si el sueño temprano tendría tal impacto en la tarea de priming de tallos de palabras (tarea verbal), los resultados fueron los opuestos. Esto no fue sorprendente para los investigadores ya que las tareas de priming dependen principalmente de la memoria procedimental, y por lo tanto, beneficia más el sueño de retención tardío (dominado por sueño REM) en lugar de temprano.
La privación del sueño y el sueño también han sido una asociación investigada. La privación del sueño obstaculiza la mejora del rendimiento de memoria debido a una disrupción activa de la consolidación de memoria espacial. Como resultado, la memoria espacial se mejora por un período de sueño. Resultados similares fueron confirmados por otro estudio que examinaba el impacto de la privación total del sueño (PTD) en la memoria espacial de ratas (Guan et al., 2004). En el primer experimento realizado, las ratas fueron entrenadas en el laberinto de agua de Morris durante 12 ensayos en 6 horas para encontrar una plataforma oculta (transparente y no visible en el agua) usando pistas espaciales en el entorno. En cada ensayo, comenzaban desde un punto diferente y se les permitía nadar durante un máximo de 120 s para llegar a la plataforma. Después de la fase de aprendizaje, se les dio un ensayo de sonda para probar la memoria espacial (después de 24 h).  En este ensayo, la plataforma oculta se removió del laberinto y el tiempo que los animales pasaron en el área objetivo (que estaba ocupada por la plataforma oculta antes) fue una medida de persistencia de memoria espacial. Las ratas de control, que tenían sueño espontáneo, pasaron significativamente más tiempo en el cuadrante objetivo en comparación con las que tenían privación total del sueño. En términos de aprendizaje espacial, que se indica por la latencia para encontrar la plataforma oculta, no hubo diferencias. Para tanto las ratas de control como las privadas de sueño, el tiempo requerido para encontrar una plataforma disminuía con cada nuevo ensayo.
En el segundo experimento, las ratas fueron entrenadas para nadar a una plataforma visible cuya ubicación se cambiaba en cada ensayo. Para cada nuevo ensayo, las ratas comenzaban desde el lado opuesto de la plataforma. Después del entrenamiento en un ensayo único, su memoria se probó después de 24 h. La plataforma todavía estaba en el laberinto. La distancia y el tiempo que necesitaban para nadar a la plataforma visible se consideraron como medidas de memoria no espacial. No se encontró diferencia significativa entre ratas privadas de sueño y ratas de control. De manera similar, en términos de aprendizaje espacial, indicado por la latencia para llegar a la plataforma visible, no hubo diferencias significativas. La PTD no afecta el aprendizaje no espacial ni la memoria no espacial.
En referencia a los efectos de la privación del sueño en humanos, Dominique Piber (2021) presentó en su revisión de literatura las observaciones clínicas que muestran que las personas con trastornos graves del sueño frecuentemente tienen anormalidades en la memoria espacial. Como se ve en los estudios de ambos, pacientes con insomnio que sufren de un trastorno del sueño que presenta sueño interrumpido, no restorativo y déficits en el rendimiento cognitivo durante el día, se documenta que tienen un rendimiento negativo en una tarea espacial, en comparación con los participantes sanos (Li et al., 2016; Chen et al., 2016; Khassawneh et al., 2018; He et al., 2021).
Del mismo modo, soñar tiene un rol importante en la memoria espacial. Un estudio realizado por Wamsley y Stickgold (2019) probó que los participantes, que incorporan una experiencia de aprendizaje reciente en su contenido de sueño nocturno, muestran una mejora de rendimiento nocturno aumentada. Por lo tanto, apoyando la hipótesis de que soñar refleja el procesamiento de memoria en el cerebro dormido. Además, según los autores, una de las explicaciones es que los sueños relacionados con el laberinto son indicadores de que componentes relevantes del rendimiento de la memoria de la tarea se están reactivando en el cerebro dormido.  Adicionalmente, el estudio apoya la idea de que los informes de sueños pueden incluir una tarea de aprendizaje experimental durante todas las etapas del sueño, incluyendo REM y NREM.
La realidad virtual (RV) también se ha utilizado para estudiar la conexión entre sueños y memoria espacial. Ribeiro, Gounden y Quaglino (2021) propusieron elementos espacializados en un contexto de RV y encontraron que después de una noche completa de sueño en un entorno hogareño, cuando el material estudiado se incorporaba en el contenido del sueño, el rendimiento de recuerdo de estos elementos era mejor que el rendimiento obtenido después de un período comparable de vigilia.